# Foetor uraemicus
Beim urämischen Foetor handelt es sich um einen harnähnlichen Geruch, der im Rahmen einer Urämie bei chronischem oder akutem Nierenversagen über den Mund und die Haut abgegeben wird. Über den Mund tritt er nur in Gegenwart von ureasehaltigen Bakterien im Mundraum auf.

## Quelle
Roche Lexikon Medizin [Elektronische Ressource]; 5. Auflage; Elsevier GmbH, Urban & Fischer Verlag; München/Jena 2003; ISBN 3-437-15072-3; Online-Version Stichwort: Foetor